# Lyrodus bipartitus
Lyrodus bipartitus är en musselart som först beskrevs av John Gwyn Jeffreys 1860.  Lyrodus bipartitus ingår i släktet Lyrodus och familjen skeppsmaskar. Inga underarter finns listade i Catalogue of Life.